# Florian Bayili
Florian Bayili (19 maart 1996) is een Belgisch jiujitsuka.

## Levensloop
Bayili kwam op zevenjarige leeftijd naar België. Op deze leeftijd werd hij ook actief in het jiujitsu in de dojo te Koekelberg. 
In 2021 werd hij vice-wereldkampioen te Abu Dhabi in de categorie tot 69kg. In de finale bleek de Braziliaan Alessandro Botelho te sterk.
In 2022 behaalde hij goud in de klasse tot 69kg op de Wereldspelen in het Amerikaanse Birmingham, alwaar hij Mohamed Alsuwaidi (VAE) in de finale versloeg. Ook werd Bayali dat jaar te Abu Dhabi wereldkampioen in de klasse tot 69kg. In de finale versloeg hij de Zuid-Koreaan Seonghyeon Joo. Tevens won hij in 2022 goud op het World Professional Championship - eveneens te Abu Dhabi - bij de bruine gordels in de categorie tot 69 kg. In de finale versloeg hij de Braziliaan Carlos Henrique.